# Perizoma brunneopicta
Perizoma brunneopicta là một loài bướm đêm trong họ Geometridae.